# Фірм
Фірм (лат. Firmus) — ватажок союзу мавретанських племен Західної Кабілії, син Нубеля. Невдоволений, що спадкоємцем батька (за підтримки коміта Африки Романа) став інший син Нубеля — Саммак, підняв повстання, вбив Саммака і привласнив владу над Західною Кабілією собі. 372 року розпочав військові дії проти римлян. Досить швидко оволодів більшою частиною Мавретанії Цезарейської, зайнявши зокрема Ікосій, Контензе, Ламфокт та Медіан, захопив і частково зруйнував Цезарею. Успіхам повстанців сприяла активна підтримка з боку населення римських провінцій і донатистської церкви. Єпіскоп Рузіки Віктор добровільно відкрив війську Фірма міську браму. Повстання поширилося і на сусідню Нумідію. На бік Фірма перейшли племена мазики, музони, капрарієнзи, абанни, ісафлензії, юбалени, ігмазени, потім четверта когорта сагітаріїв і частина Константинового легіона. Один з римських військових трибунів «коронував» Фірма своїм шийним ланцюжком замість діадеми, проголосивши його «августом Африки», або ж навіть царем.
Римський уряд змушений був кинути на придушення повстання, що набуло рис сепаратистського руху, війська з Мезії і Нижньої Паннонії. Очолив експедицію magister equitum praesentalis Феодосій, який отримав всю повноту влади в африканських провінціях. Феодосій одразу ж заборонив збирати провіант для свого війська з місцевого населення, намагаючись таким чином привернути його на свій бік. Він пройшов мечем по мавританським землям і в одному з містечок - Сугабариті - виявив зрадників Риму. Тут ховалася четверта когорта сагітаріїв, яка з початком повстання примкнула до маврів. Феодосій спочатку вдав, що пробачив їх і просто знизив їх всіх в званні, і ті покірно склали зброю. Але через кілька днів оточив вже беззбройну когорту вірними солдатами і влаштував екзекуцію. Досвідченим сагітарії відрубали руки, а тим, хто молодший, - голови. Такий був древній римський звичай. 
Ще одною поступкою став арешт коміта Романа і страти чиновників, що були відомі своїм здирництвом. На бік римлян поквапились перейти кілька дрібніших ватажків повстанців і навіть брат Фірма Гільдон. Мавретанським племенам Феодосій погрожував суворим покоранням, але частіше пропонував гроші й обіцяв заплющити очі на їхні наскоки на мирне населення. Так поступово Фірм позбувся більшості своїх союзників. Найдовше його підтримувало плем'я ісафлензіїв, але врешті-решт їхній ватажок Ігмазен видав «августа» римлянам, Фірм наклав на себе руки (375).